# Мінімальна поверхня Каталана

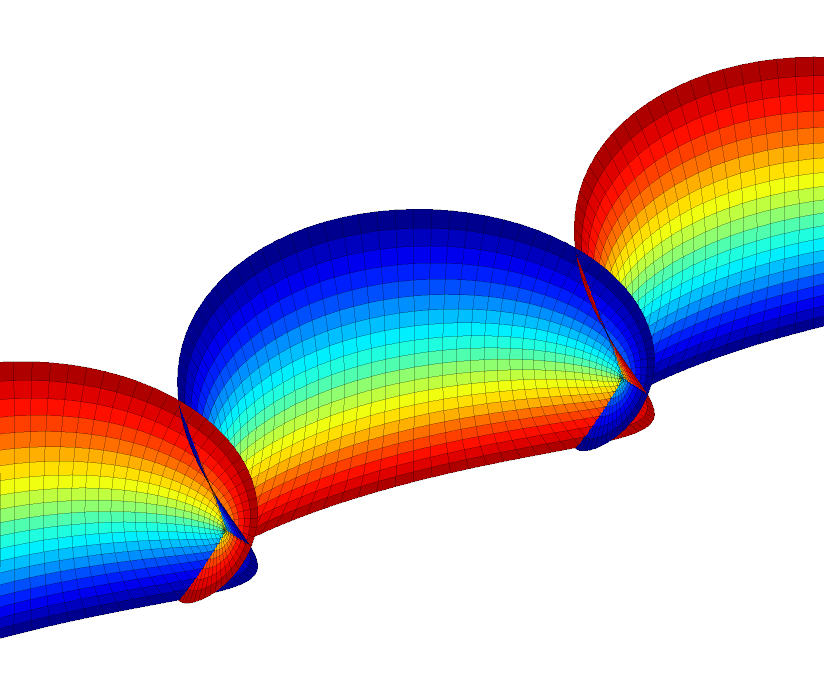
Catalan's minimal surface.

У диференціальній геометрії мінімальна поверхня Каталана — це мінімальна поверхня, вперше досліджена Еженом Шарлем Каталаном у 1855 році.
Вона має особливу властивість бути мінімальною поверхнею, що містить циклоїду як геодезичну. Вона також замітається сімейством параболічних кривих.

## Параметризація
Поверхня має математичні характеристики, що виражаються параметричними рівняннями:
{\displaystyle {\begin{aligned}x(u,v)&=u-\sin(u)\cosh(v)\\y(u,v)&=1-\cos(u)\cosh(v)\\z(u,v)&=4\sin(u/2)\sinh(v/2)\end{aligned}}}
Параметризацію мінімальної поверхні Каталана можна отримати при {\displaystyle f(z)=i{\frac {1-z^{2}}{z^{3}}},g(z)=z} (а тоді {\displaystyle z=e^{u+iv}}) у веєрштрасівській параметризації мінімальної поверхні:
{\displaystyle {\begin{aligned}x&=a\Re \left\{\int \limits _{0}^{w}(1-g(z)^{2})f(z)dz\right\}\\y&=a\Re \left\{i\int \limits _{0}^{w}(1+g(z)^{2})f(z)dz\right\}\\z&=a\Re \left\{2\int \limits _{0}^{w}g(z)f(z)dz\right\},\end{aligned}}}
де {\displaystyle \Re \{z\}} позначає дійсну частину {\displaystyle z}.

## Ланки
- Weisstein, Eric W. "Catalan's Surface." From MathWorld—A Wolfram Web Resource. http://mathworld.wolfram.com/CatalansSurface.html [Архівовано 4 січня 2022 у Wayback Machine.]
- Weiqing Gu, The Library of Surfaces. https://web.archive.org/web/20130317011222/http://www.math.hmc.edu/~gu/curves_and_surfaces/surfaces/catalan.html